# Michael Jan z Wallisu
Hrabě Michael Jan Ignác Wallis z Karighmainu (německy Michael Johann Ignaz von Wallis, 4. ledna 1732 Neapol – 18. prosince 1798 Vídeň) byl rakouský šlechtic z rodu Wallisů z Karighmainu. Sloužil rakouský císařský polní maršál a v letech 1791–1796 prezident Dvorské válečné rady.

## Život

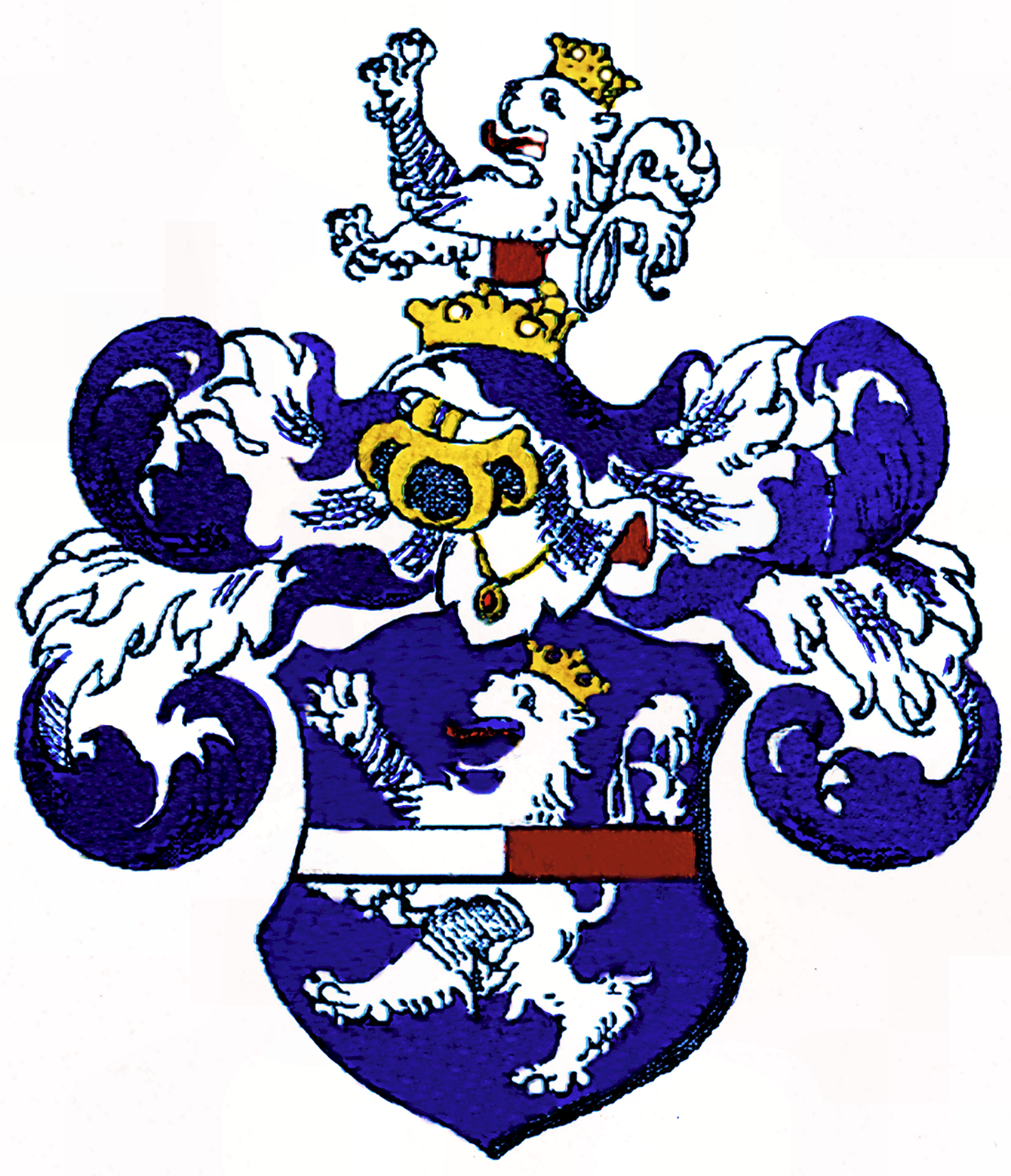
Rodový erb Wallisů

Pocházel ze šlechtického rodu Wallisů usazeného od 17. století v Čechách. Byl synem polního maršála Františka Václava z Wallisu (1696–1774), bratr byl Olivier Remigius hrabě Wallis (1742–1799). Jeho synovcem byl prezident dvorské komory Josef František z Wallisu.
V roce 1747 vstoupil do pěšího pluku (č.11) svého otce a po sedmi letech služby byl povýšen do hodnosti podplukovníka a v roce 1758 do hodnosti plukovníka. V roce 1764 se stal generálmajorem a v roce 1774, po smrti svého otce, se stal majitelem pěšího pluku. 
V letech 1775 a od 1779 až do roku 1783 byl odvelen na Moravu a zde byl velícím generálem. Roku 1783 byl jmenován velícím generálem v Čechách a od roku 1784 polním zbrojmistrem.
V roce 1791 se stal prezidentem dvorské válečné rady a tento úřad zastával až do roku 1796, kdy odešel z aktivní služby. Během jeho činnosti byly opětně založeny ženijní jednotky, 1792 a 1795 vždy po jednom batalionu. Velkou pozornost věnoval zeměbraně Tyrol.
Polní maršál Michael Jan hrabě Wallis z Karighmainu zemřel ve Vídni 18. prosince 1798.